# Ponta do Pargo
Ponta do Pargo és una freguesia del municipi de Calheta (Madeira), amb 22 km² d'àrea i 909 habitants (2011). La densitat poblacional n'és de 52 hab/km². Ponta do Pargo té una carretera que connecta Porto Moniz, Santana i Funchal. L'activitat principal n'és la construcció civil. Té costa a l'oceà Atlàntic a l'oest i muntanyes a l'est.(1)
El nom de Ponta do Pargo prové de la seua situació a l'extrem de la punta oest i per ser rica en una espècie de peix anomenat <i>Pargo</i> (Pagrus Pagrus) en portugués.
Aquesta zona es distingeix de tota l'illa de Madeira pel terreny pla. Silenciosa i peculiar, aquesta freguesia manté el seu encant i és més viva quan celebren les festes. Un altre esdeveniment que la fa brillar és la ja cèlebre Festa del Pêro.

## Població
| Població de la freguesia Ponta do Pargo | Població de la freguesia Ponta do Pargo | Població de la freguesia Ponta do Pargo | Població de la freguesia Ponta do Pargo | Població de la freguesia Ponta do Pargo | Població de la freguesia Ponta do Pargo | Població de la freguesia Ponta do Pargo | Població de la freguesia Ponta do Pargo | Població de la freguesia Ponta do Pargo | Població de la freguesia Ponta do Pargo | Població de la freguesia Ponta do Pargo | Població de la freguesia Ponta do Pargo | Població de la freguesia Ponta do Pargo | Població de la freguesia Ponta do Pargo | Població de la freguesia Ponta do Pargo |
| --------------------------------------- | --------------------------------------- | --------------------------------------- | --------------------------------------- | --------------------------------------- | --------------------------------------- | --------------------------------------- | --------------------------------------- | --------------------------------------- | --------------------------------------- | --------------------------------------- | --------------------------------------- | --------------------------------------- | --------------------------------------- | --------------------------------------- |
| 1864                                    | 1878                                    | 1890                                    | 1900                                    | 1911                                    | 1920                                    | 1930                                    | 1940                                    | 1950                                    | 1960                                    | 1970                                    | 1981                                    | 1991                                    | 2001                                    | 2011                                    |
| 2 170                                   | 2 337                                   | 2 259                                   | 2 351                                   | 2 547                                   | 2 539                                   | 2 712                                   | 3 075                                   | 3 266                                   | 2 624                                   | 2 066                                   | 1 451                                   | 1 349                                   | 1 145                                   | 909                                     |

L'any 1864 pertanyia al municipi de Porto Moniz. Per decret de 26/06/1871 passa a formar part d'aquest municipi.
| Distribució de la població per grups d'edat | Distribució de la població per grups d'edat | Distribució de la població per grups d'edat | Distribució de la població per grups d'edat | Distribució de la població per grups d'edat | Distribució de la població per grups d'edat | Distribució de la població per grups d'edat | Distribució de la població per grups d'edat | Distribució de la població per grups d'edat | Distribució de la població per grups d'edat |
| ------------------------------------------- | ------------------------------------------- | ------------------------------------------- | ------------------------------------------- | ------------------------------------------- | ------------------------------------------- | ------------------------------------------- | ------------------------------------------- | ------------------------------------------- | ------------------------------------------- |
| Any                                         | 0-14 anys                                   | 15-24 anys                                  | 25-64 anys                                  | > 65 anys                                   |                                             | 0-14 anys                                   | 15-24 anys                                  | 25-64 anys                                  | > 65 anys                                   |
| 2001                                        | 207                                         | 148                                         | 509                                         | 281                                         |                                             | 18,1%                                       | 12,9%                                       | 44,5%                                       | 24,5%                                       |
| 2011                                        | 136                                         | 92                                          | 438                                         | 243                                         |                                             | 15,0%                                       | 10,1%                                       | 48,2%                                       | 26,7%                                       |

Mitjana del País en el cens de 2001: 0/14 Anys-el 16,0%; 15/24 Anys-el 14,3%; 25/64 Anys-el 53,4%; 65 i més Anys-el 16,4%
Mitjana del País en el cens de 2011: 0/14 Anys-el 14,9%; 15/24 Anys-el 10,9%; 25/64 Anys-el 55,2%; 65 i més Anys-el 19,0%

## Freguesiesproperes
- Achadas da Cruz, al nord
- Fajã da Ovelha, al sud-est

## Patrimoni
- Església parroquial de Sâo Pedro, situada al Sítio do Salâo, a Ponta do Pargo, i es considera un Immoble d'interés municipal segons el decret núm. 129/77, DR, 1a sèrie, núm. 226 de 29 de setembre de 1977. És una construcció considerada d'estil manierista i modern, amb una planta longitudinal d'una sola nau. La façana principal és a dues aigües i el portal principal en arc arquitravat amb finestra i blasó.

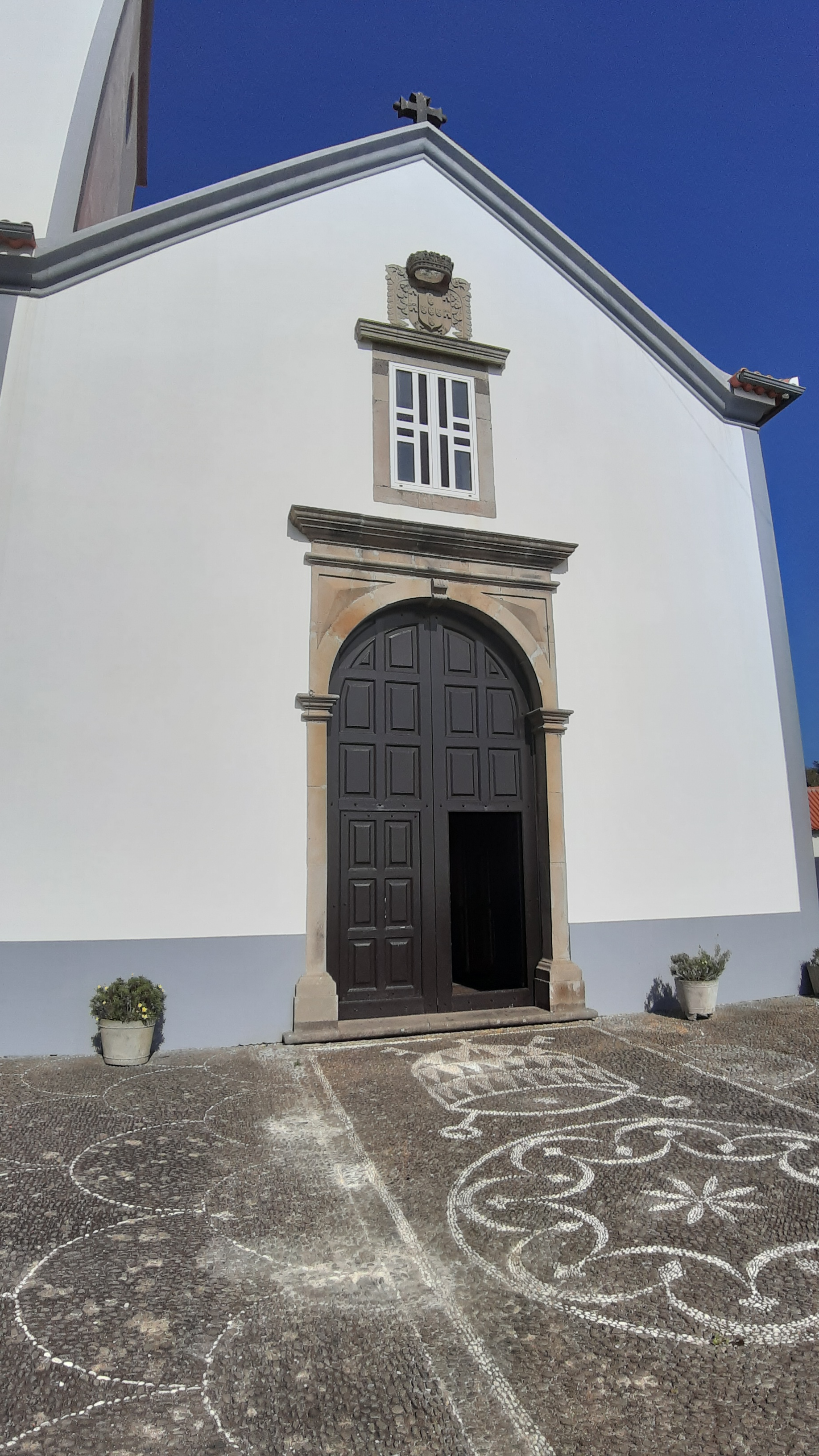
Façana frontal de l'església de Sâo Pedro, Ponta do Pargo

   L'església es troba en un medi rural, en un atri elevat, empedrat amb palets menuts fent dibuixos, formant una estora amb tiara papal sobre un parell de claus, una rosassa i la data de 1951. Segons informació del web de la Direcció General del Patrimoni Cultural, la construcció d'aquesta església va passar per diverses fases; els constructors en foren l'enginyer i mestre d'obres reials Jerónimo Jorge (1609) i João António Vila Vicêncio (1790). La pintura se'n deu a António Gouveia (1950).

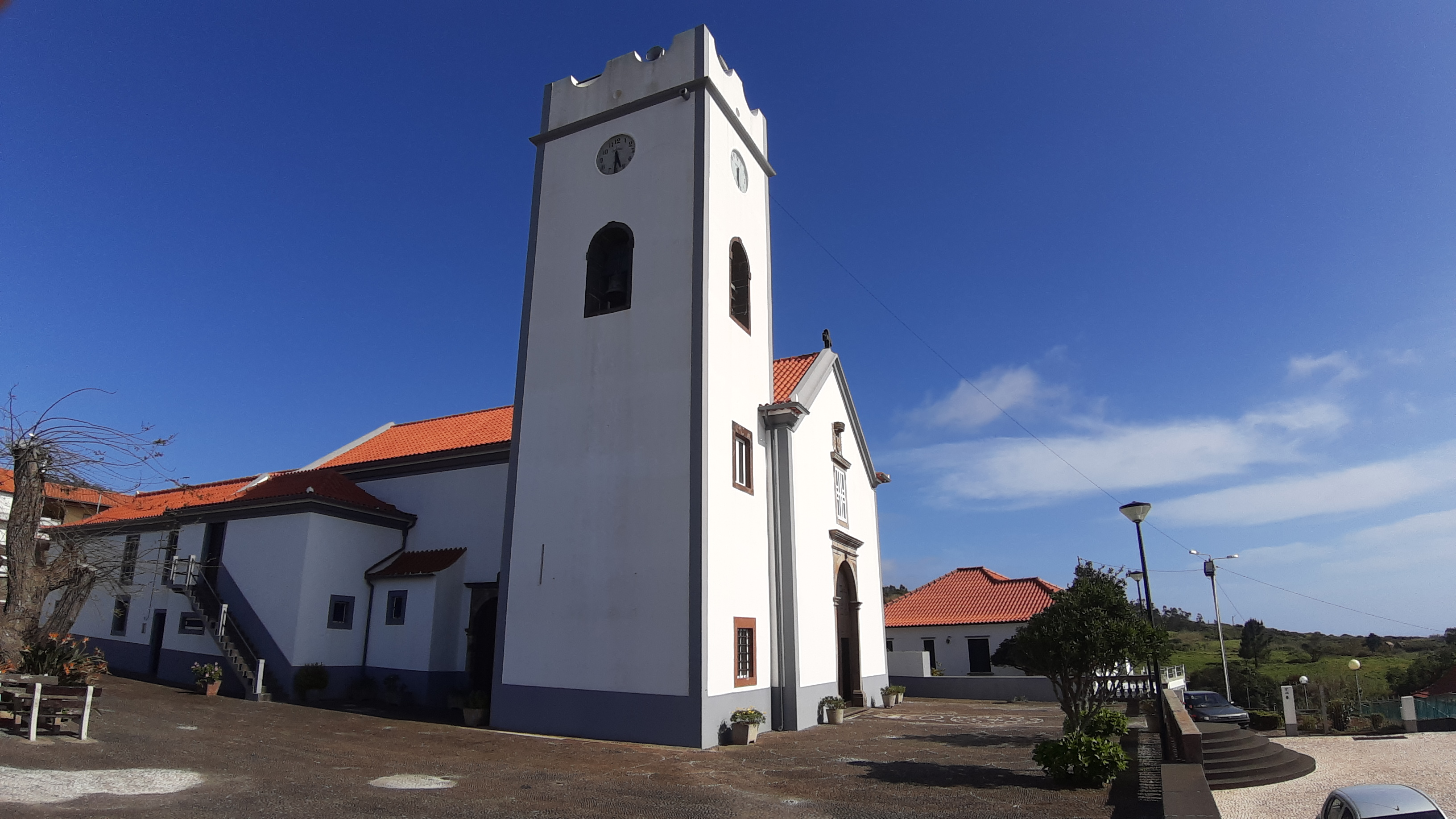
Església de Sâo Pedro

- Capella de Nostra Senyora do Amparo
- Capella de Nostra Senyora da Boa Morte
- Capella de Nostra Senyora da Boa Viagem
- Far de Ponta do Pargo
- Safareig públic: és al Sítio do Amparo.[3] Inicialment es rentava la roba als rius. Després de la canalització realitzada amb la introducció de les fonts, l'arquitecte Chorão Ramalho, a la primeria de la segona meitat del segle xx, va projectar molts models de safareigs públics. Aquest, al Sítio do Amparo, és un d'aquests projectes. Consta d'un porxo de pedra de formigó que alberga aquests safareigs. Aquestes estructures es restauraren perquè es pogueren continuar utilitzant.[4]

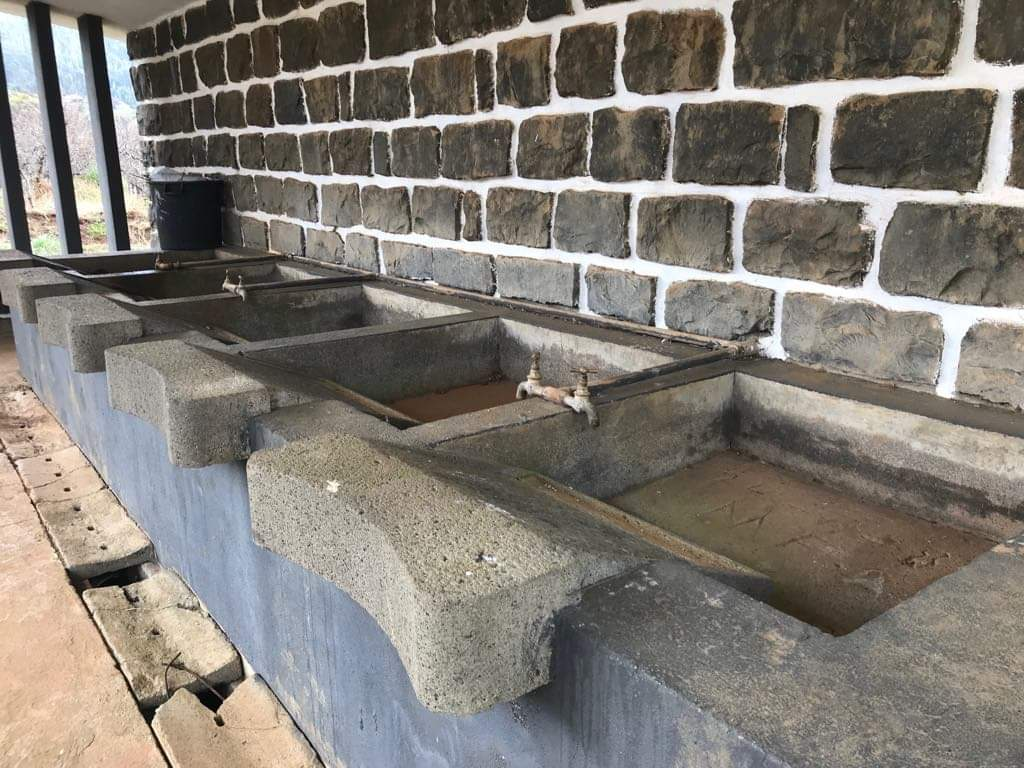
Pous dels safareigs
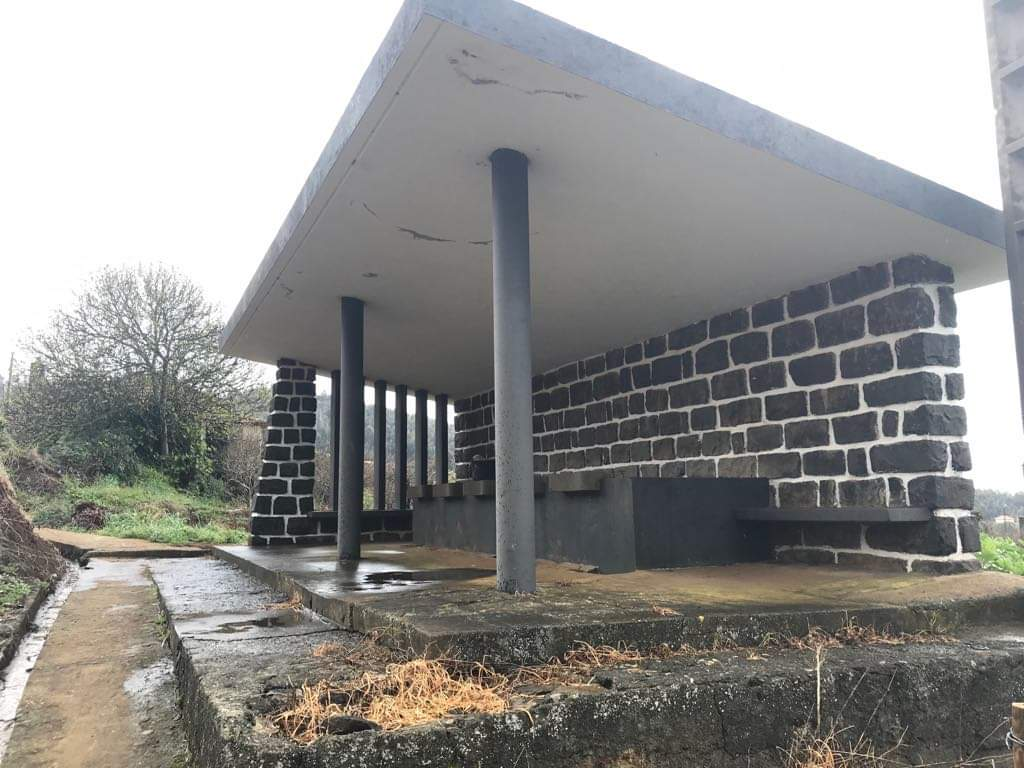
El porxo que alberga els safareigs
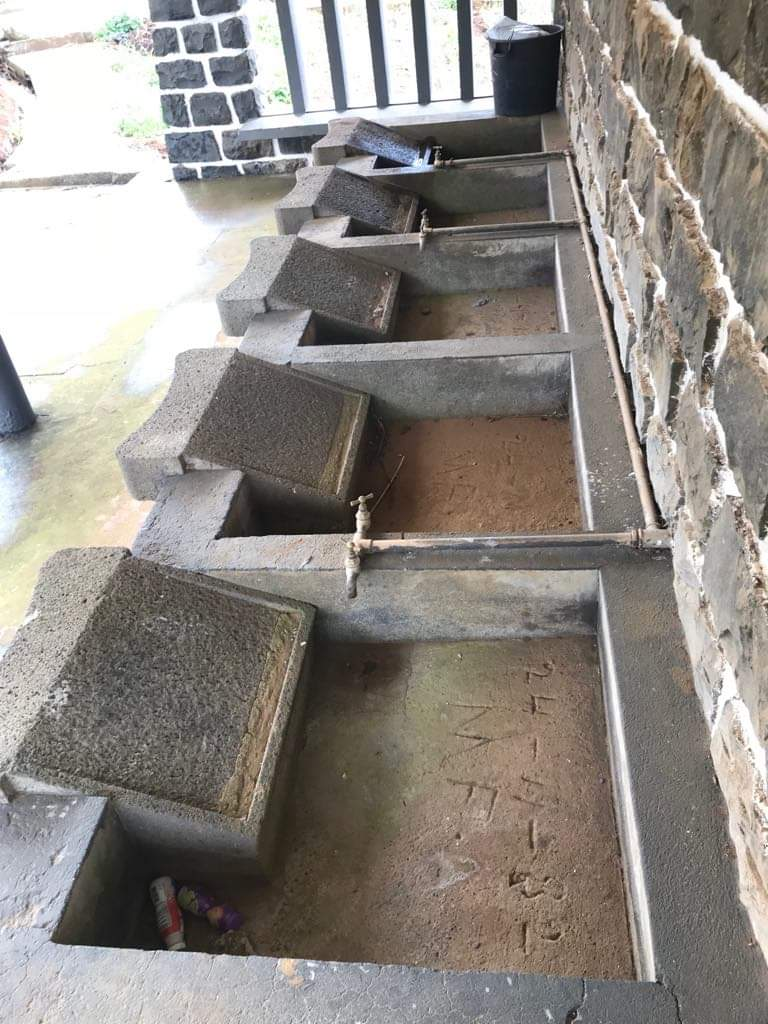
Quatre pous de rentar roba

## Galeria

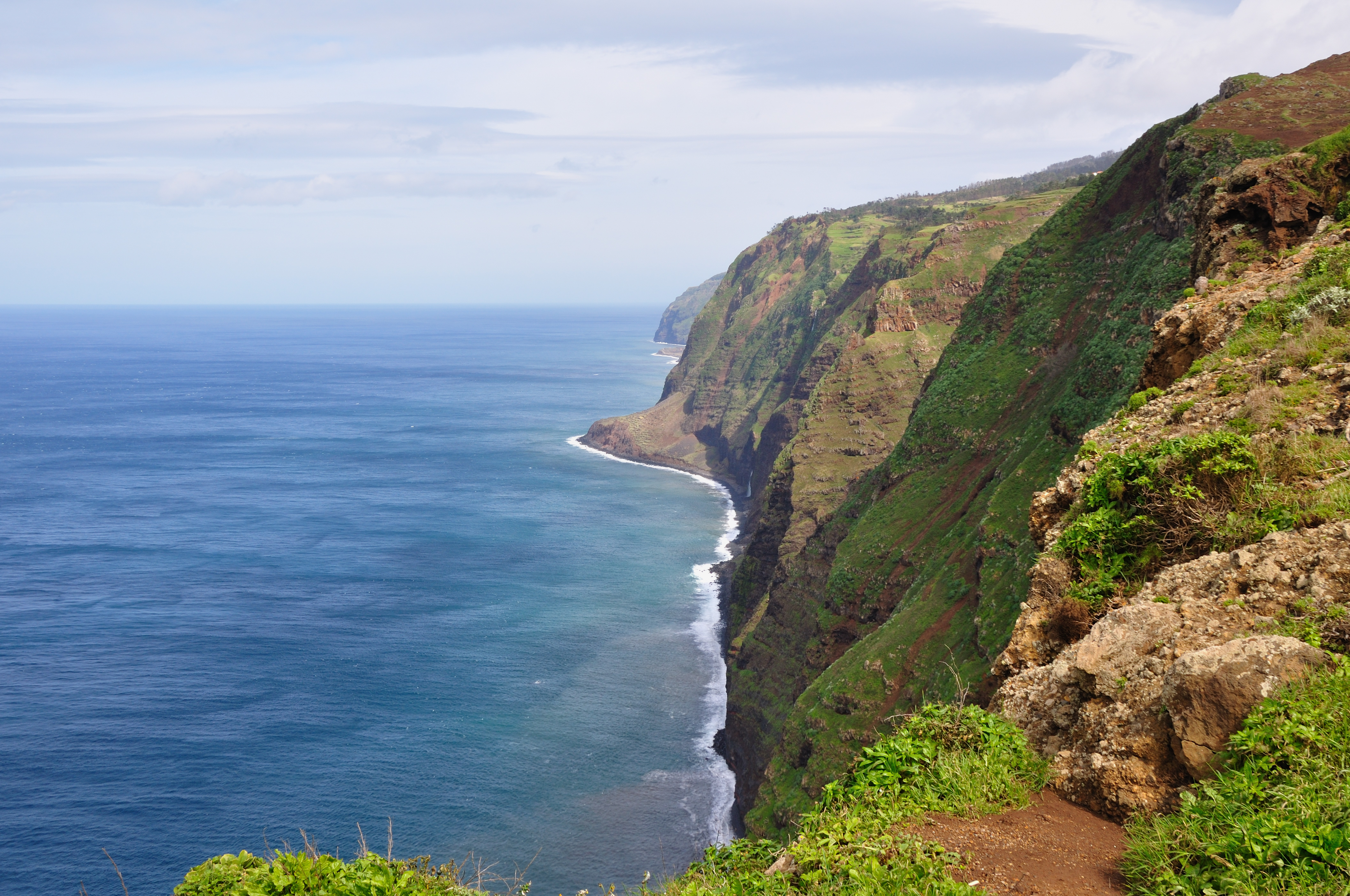
Línia costera al nord-est de Ponta do Pargo
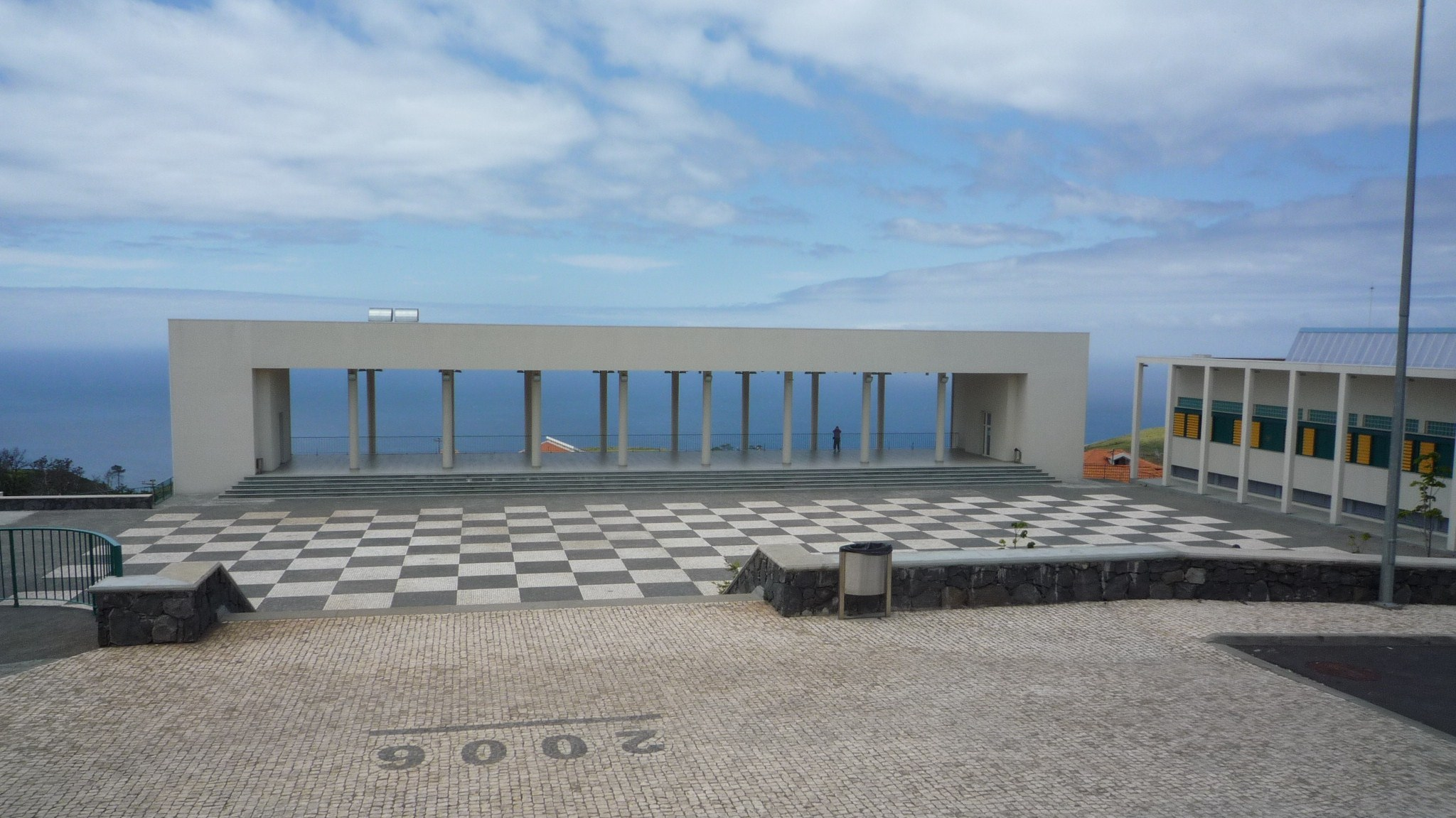
Centre Cívic
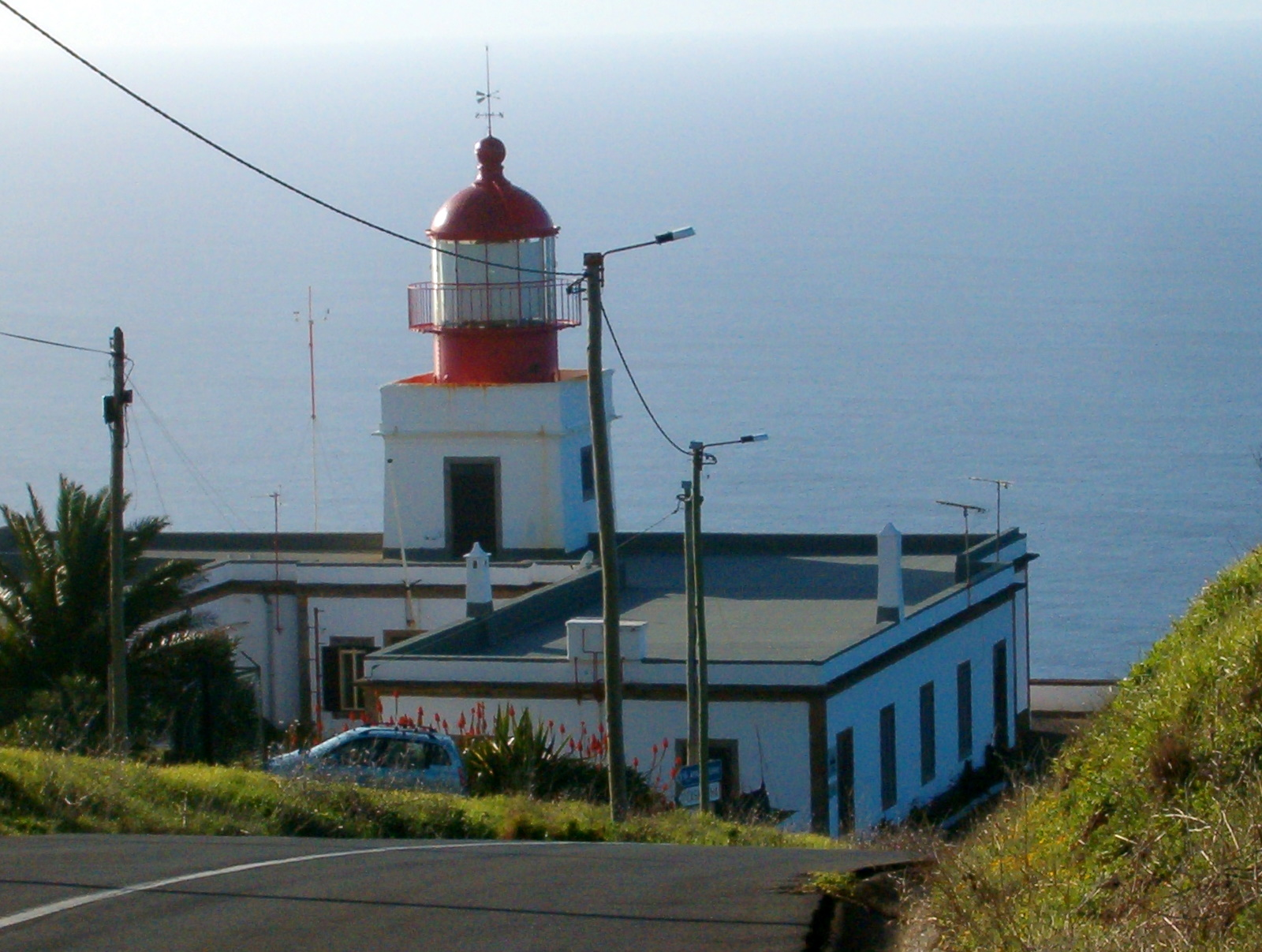
Far de Ponta do Pargo